# Venus (planeet)
Venus is vanaf de zon gezien de tweede planeet van het zonnestelsel. De planeet is vernoemd naar Venus, de Romeinse godin van de liefde. Vanaf Aarde gezien is Venus op de zon en de maan na het helderste object aan de hemel. Vanwege het feit dat Venus net als Mercurius een binnenplaneet is en daarom vanaf de Aarde gezien altijd betrekkelijk dicht bij de zon staat, is Venus alleen zichtbaar gedurende een half tot 4 uur na zonsondergang of vóór zonsopkomst (afhankelijk van de elongatie van de planeet). Daarom wordt Venus ook wel de avondster of morgenster genoemd. In oude tijden werden deze twee verschijningen soms als afzonderlijke objecten geïnterpreteerd: Lucifer de morgenster en Hesperus de avondster.
Venus is een terrestrische planeet en ze heeft ongeveer dezelfde grootte, massa en samenstelling als de Aarde. Venus heeft de dichtste atmosfeer van alle lichamen in het zonnestelsel. Die atmosfeer bestaat voornamelijk uit koolstofdioxide. Een dikke laag wolken van zwavelzuur omringt de planeet, zodat het oppervlak vanuit de ruimte niet te zien is. De dikke atmosfeer vormt een sterk isolerende laag die een extreem sterk broeikaseffect veroorzaakt. Vanwege de hoge temperatuur aan het oppervlak is er op Venus geen vloeibaar water mogelijk; als dit ooit aanwezig geweest is, is het verdampt en daarna aan de zwaartekracht van de planeet ontsnapt. Venus is een vulkanisch actieve planeet, maar in tegenstelling tot de Aarde komt er geen platentektoniek voor. Venus heeft een zeer zwak magnetisch veld in tegenstelling tot de Aarde.

## Astronomische eigenschappen

### Baan en rotatie
Venus voltooit elke 224,65 dagen een omloop om de Zon met een gemiddelde snelheid van 35,0 km/s. De excentriciteit van de baan is zeer gering, slechts 0,007, zodat de baan vrijwel een perfecte cirkel is. De gemiddelde afstand tot de Zon is 108 miljoen km. Venus is de planeet die het dichtst bij de Aarde kan komen, in benedenconjunctie (de positie in haar baan precies tussen de Aarde en de Zon in) bedraagt haar afstand tot de Aarde ongeveer 41 miljoen km. Venus bereikt die positie elke 584 aarddagen. Het baanvlak heeft een hellingsgraad van 3,39° tegenover het hellingsvlak van de Aarde.
De rotatieperiode van Venus was lange tijd onmeetbaar omdat het wolkendek in zichtbaar licht geen structuur vertoont. Lange tijd werd aangenomen dat Venus ongeveer even snel roteerde als de Aarde, omdat ook haar afmetingen vergelijkbaar zijn met die van de Aarde. Foto's in ultraviolet licht tonen wolkenpatronen die in gemiddeld vier dagen ronddraaien in de tegengestelde zin van de omwenteling om de Zon (retrograde beweging). Sinds 1964 leveren radarwaarnemingen van het oppervlak een veel tragere, maar eveneens retrograde rotatieperiode van 243 aardse dagen. Van alle planeten in het zonnestelsel is dit de traagste rotatie. Een siderische dag op Venus is zelfs langer dan een Venusjaar, maar vanwege de beweging van de planeet om de Zon duurt een dag op het oppervlak (een synodische dag, de periode tussen twee zonsopkomsten) aanzienlijk korter: 116,75 aardse dagen. Daarmee duurt de synodische dag op Venus korter dan die op Mercurius.

De fases van Venus tijdens haar baan om de Zon. Wanneer de planeet dichter bij de Aarde is, heeft ze een grotere diameter, maar doordat ze dan tussen de Aarde en Zon instaat, is een kleiner deel van haar oppervlak verlicht.

Vanuit het noorden gezien, draait Venus in tegenstelling tot de andere planeten met de klok mee (retrograad) om haar as. De Zon komt daardoor op Venus in het westen op. Hoe Venus aan haar langzame, retrograde rotatie is gekomen, bleef lang een raadsel. Bij vorming uit de zonnenevel moet Venus een snellere prograde rotatie hebben gehad. Uit berekeningen blijkt dat getijdenkrachten op de zware Venusatmosfeer gedurende miljarden jaren de oorspronkelijke rotatie kunnen hebben afgeremd en omgekeerd. Een andere hypothese stelt dat een grote meteorietinslag tot de retrograde rotatie heeft geleid.
De periode tussen twee benedenconjuncties met de Aarde komt bijna overeen met vijf synodische Venusdagen. Het kan zijn dat Venus door onderlinge gravitatie een gebonden rotatie met de Aarde heeft.
Venus heeft geen manen, hoewel Cassini in januari 1672 dacht van wel. Het duurde tot 1887 voor het bestaan van de maan Neith weerlegd kon worden. Venus heeft wel een quasisatelliet, de planetoïde 2002 VE68. Volgens sommige modellen van de vorming van het zonnestelsel had Venus waarschijnlijk in het begin ten minste één maan, ontstaan door een grote meteorietinslag. Doordat de rotatie van de planeet later omkeerde, zou op deze maan een getijdenveld hebben gewerkt waardoor ze langzaam naar Venus toe bewoog en uiteindelijk op de planeet insloeg.

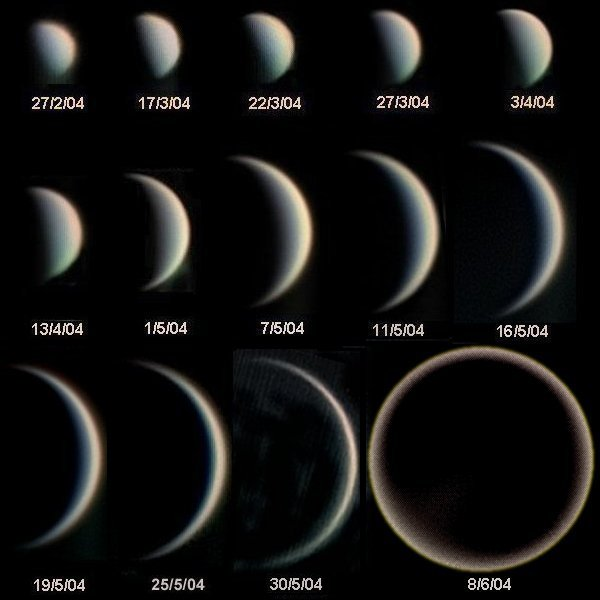
De fases van Venus door een telescoop. Als de planeet verder weg is, wordt ze voller en kleiner.

### Zichtbaarheid vanaf de Aarde
Doordat Venus een binnenplaneet is, een planeet die zich dichter bij de zon bevindt dan de Aarde, is ze aan de hemel altijd in de buurt van de Zon te vinden, om precies te zijn nooit verder dan 47° bij de zon vandaan. Daardoor is Venus alleen 's avonds na zonsondergang of 's ochtends voor zonsopkomst te zien. Elke 584 dagen haalt Venus de Aarde vanaf de zon gezien in, waarbij ze aan de andere kant van de zon komt te staan en daardoor van avondster in morgenster verandert.
In tegenstelling tot de andere binnenplaneet, Mercurius, die vaak lastig te vinden is, is Venus vanwege haar grote helderheid vaak het opvallendste object aan de hemel. De schijnbare magnitude van de planeet varieert tussen de −3,8 en −4,6. Daarmee is ze de helderste van alle planeten, twaalf keer helderder dan de helderste ster Sirius en het derde helderste hemellichaam. Hoewel met moeite, is het zelfs mogelijk om Venus overdag te zien. Vanwege de grote helderheid wordt Venus vaak voor een vliegtuig of zelfs een UFO aangezien. In periodes waarin de planeet goed zichtbaar is, stijgt het aantal UFO-meldingen.
Tijdens haar omloopbaan om de zon verandert Venus' afstand tot de Aarde aanzienlijk en vertoont Venus net als de maan fases. Wanneer de planeet vanaf de Aarde gezien aan de andere kant van de zon staat, is haar verlichte zijde naar de Aarde toe gericht en lijkt ze "vol", maar haar schijnbare diameter is dan op zijn kleinst. Als ze tussen de zon en de Aarde in staat, is haar donkere zijde naar de Aarde toe gericht, maar is haar schijnbare diameter vanaf de Aarde gezien het grootst. Voor een ideaal bolvormig hemellichaam zonder atmosfeer is het zichtbare gedeelte {\displaystyle k} van de planeetschijf dat verlicht wordt door de zon, gelijk aan
{\displaystyle k={\frac {1+\cos i}{2}}}
waar {\displaystyle i} de fasehoek is, dat wil zeggen de hoek van de tweebeen zon-Venus-aarde.
In tegenstelling tot de maan, die tijdens Nieuwe Maan geheel donker is, is van Venus wanneer ze precies tussen de zon en Aarde instaat een ringvormige halo te zien. Dit komt, doordat Venus in tegenstelling tot de maan een dichte atmosfeer heeft, waarin door lichtbreking het licht iets verder verspreid wordt dan de verlichte helft van de planeet.

### Venusovergang
Het baanvlak van Venus helt licht ten opzichte van de Aarde, zodat wanneer de planeet tijdens een benedenconjunctie (het moment waarop ze tussen de Aarde en de zon door beweegt) ze vanaf Aarde gezien meestal niet voor de zon langs schuift. Wanneer de planeet zich tijdens de conjunctie dicht bij een knoop in haar baan bevindt, vindt een Venusovergang (Venustransit) plaats. Dit is een zeldzaam verschijnsel waarbij Venus als een klein bolletje voor de zon te zien is. Venusovergangen komen paarsgewijs vier keer voor in een vast patroon dat zich elke 243 jaar herhaalt, steeds in de maand juni of december. Tussen de eerste en tweede overgang zit acht jaar. 121,5 jaar later komen de derde en vierde overgang voor, opnieuw met een tussenpauze van acht jaar. Na 105,5 jaar begint de serie opnieuw. De Venusovergang van 8 juni 2004 was de eerste in een serie. De tweede overgang in de serie vond plaats op 6 juni 2012. De derde en vierde overgang vinden plaats op respectievelijk 11 december 2117 en 8 december 2125.
De venusovergang kan worden gebruikt om de afstand tussen de aarde en de zon te meten. Edmond Halley publiceerde hierover in 1716, en in 1761 en 1769 werd dit ook daadwerkelijk toegepast. Op meerdere plaatsen op aarde werd de afstand bepaald, onder anderen door James Cook op Tahiti, onderweg naar Nieuw-Zeeland, dat destijds nog onontdekt was.

### Vertraging van de rotatie
De precieze waarde van de aswentelingsperiode gemeten door Magellan bedroeg 243,0185 dagen met een onzekerheid van 1,5 minuten. Latere waarnemingen door Venus Express leverden een periode van 6,5 minuten langer. De vertraging zou te wijten zijn aan een overdracht van draaimoment aan de atmosfeer.

## Fysieke eigenschappen
De soortelijke massa (dichtheid) van Venus bedraagt 5,24 g/cm³.
De ontsnappingssnelheid vanaf het oppervlak van Venus is 10,35 km/s.

De schematische structuur van de atmosfeer van Venus

| Samenstelling atmosfeer | Samenstelling atmosfeer |
| ----------------------- | ----------------------- |
| Koolstofdioxide         | 96,5%                   |
| Distikstof (N2)         | 3,5%                    |
| Zwaveldioxide           | 150 ppm                 |
| Argon                   | 70 ppm                  |
| water (damp)            | 20 ppm                  |
| Koolstofmonoxide        | 17 ppm                  |
| Helium                  | 12 ppm                  |
| Neon                    | 7 ppm                   |
| Carbonylsulfide (COS)   | sporen                  |
| Waterstofchloride       | sporen                  |
| Waterstoffluoride       | sporen                  |

### Temperatuur en wolkendek
Venus gaat altijd schuil onder een zeer dik wolkendek van fijne druppels zwavelzuur gemengd met aerosolen en zwaveldeeltjes. In de wolken treedt een cyclus van chemische reacties op, zwavelcyclus geheten, die fotochemisch wordt aangedreven. Van bovenaf gezien leidt dat tot een grote helderheid doordat het wolkendek veel zonlicht weerkaatst. Aan de onderkant veroorzaakt het wolkendek een heftig broeikaseffect waardoor de temperatuur op Venus hoog oploopt. De zon en de nachtelijke sterrenhemel zijn dan ook nooit zichtbaar vanaf het oppervlak van de planeet. De gemiddelde temperatuur is er met zo rond de 460° C zelfs hoger dan op Mercurius. Het geel/oranjekleurige wolkendek draait sneller om de planeet dan zij zelf draait, waarbij er windsnelheden tot 360 km/u kunnen optreden.

### Albedo
De albedo van een hemellichaam is de fractie van het ontvangen licht dat weerkaatst wordt. Er zijn verschillende gedetailleerde definities in omloop naargelang van hoe het ontvangen en weerkaatste licht gemeten worden; de bondalbedo beschouwt alle teruggekaatste elektromagnetische straling, ongeacht de richting waarin die verstrooid wordt. Venus is de sterkst reflecterende van alle aardse planeten met een bondalbedo die naargelang van de bron tussen 0,76 en 0,80 geschat wordt. De absorptie van licht door de Venusatmosfeer situeert zich voornamelijk in het ultraviolet en wordt veroorzaakt door zwaveldioxide in het verre ultraviolet en een nog onbekende stof in het nabije ultraviolet.
Door deze hoge albedo absorbeert de planeet maar 157 W/m2 van de totale zonnestralingsintensiteit van 2622 W/m2 op die afstand. Dat is zelfs minder dan de 240 W/m2 die de Aarde absorbeert. Bovendien is op Venus de hoge atmosfeer, en meer bepaald de onbekende stof ter hoogte van de wolkentoppen, die ultraviolet licht absorbeert, verantwoordelijk voor het grootste deel van de absorptie; op Aarde gebeurt 74% van de absorptie aan het oppervlak.

### Atmosfeer
De atmosfeer van Venus is zeer dicht en bestaat voor het overgrote deel (96%) uit koolstofdioxide, wat het broeikaseffect, dat door het wolkendek wordt veroorzaakt, verder versterkt. De hoge druk (ruim 90 bar, dus ruim 90 keer de luchtdruk op Aarde), de hoge temperatuur en de koolstofdioxideconcentratie maken iedere ons bekende vorm van leven op Venus onmogelijk. Er is overigens wel gespeculeerd over de mogelijkheid van leven op Venus.
In 1761 ontdekte Mikhaïl Lomonosov dat Venus een atmosfeer had, doordat hij tijdens een venus-overgang had gezien dat het zonlicht door de atmosfeer werd gebroken.

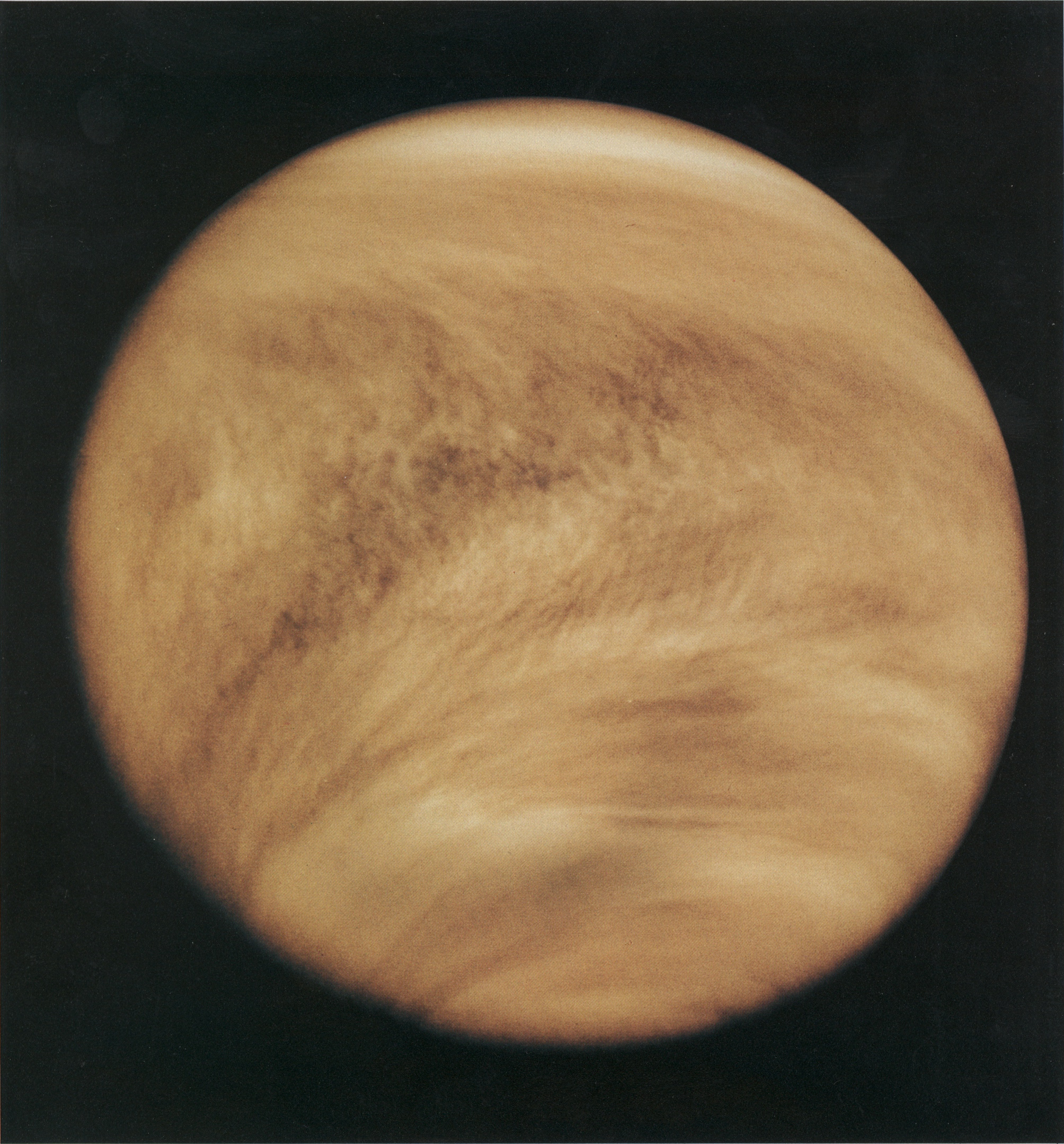
Venus in een dik wolkendek gezien vanuit de Pioneer Venus 1

### Oppervlak
Op grond van de radarwaarnemingen van Magellan kunnen bijna alle landschapselementen op Venus ingedeeld worden in drie categorieën naargelang van hun oorsprong:
1. vulkanische activiteit
2. tectonische activiteit (plaatselijke bewegingen van de korst)
3. meteorietinslagen

Op Venus zijn twee grote continentachtige hooglanden te onderscheiden. Op het noordelijke hoogland, dat Ishtar Terra heet en ongeveer zo groot is als Australië, bevindt zich veel gebergte. De hoogste top is Maxwell Montes en steekt ongeveer 10 km boven het omringende land uit (wit op de kaart gezien vanaf de Noordpool hieronder). Op de zuidelijke hemisfeer ligt Aphrodite Terra, dat qua grootte vergelijkbaar is met Zuid-Amerika (op de kaart bij 90 graden Oost). Tussen deze hooglanden liggen grote dieptes zoals Atalanta Planitia, Guinevere Planitia en Lavinia Planitia. De dikke atmosfeer leidt ertoe dat de meeste meteorieten al uiteenvallen voordat ze het oppervlak bereiken, waardoor er betrekkelijk weinig inslagkraters te vinden zijn op Venus. Sinds 1985 kent de Internationale Astronomische Unie ook namen toe aan de kraters op Venus. Over de gehele planeet zijn grote afgeplatte schildvulkanen te vinden. Met uitzondering van de Maxwell Montes zijn alle bergen, vlaktes en andere geologische structuren vernoemd naar mythologische en echte vrouwen.

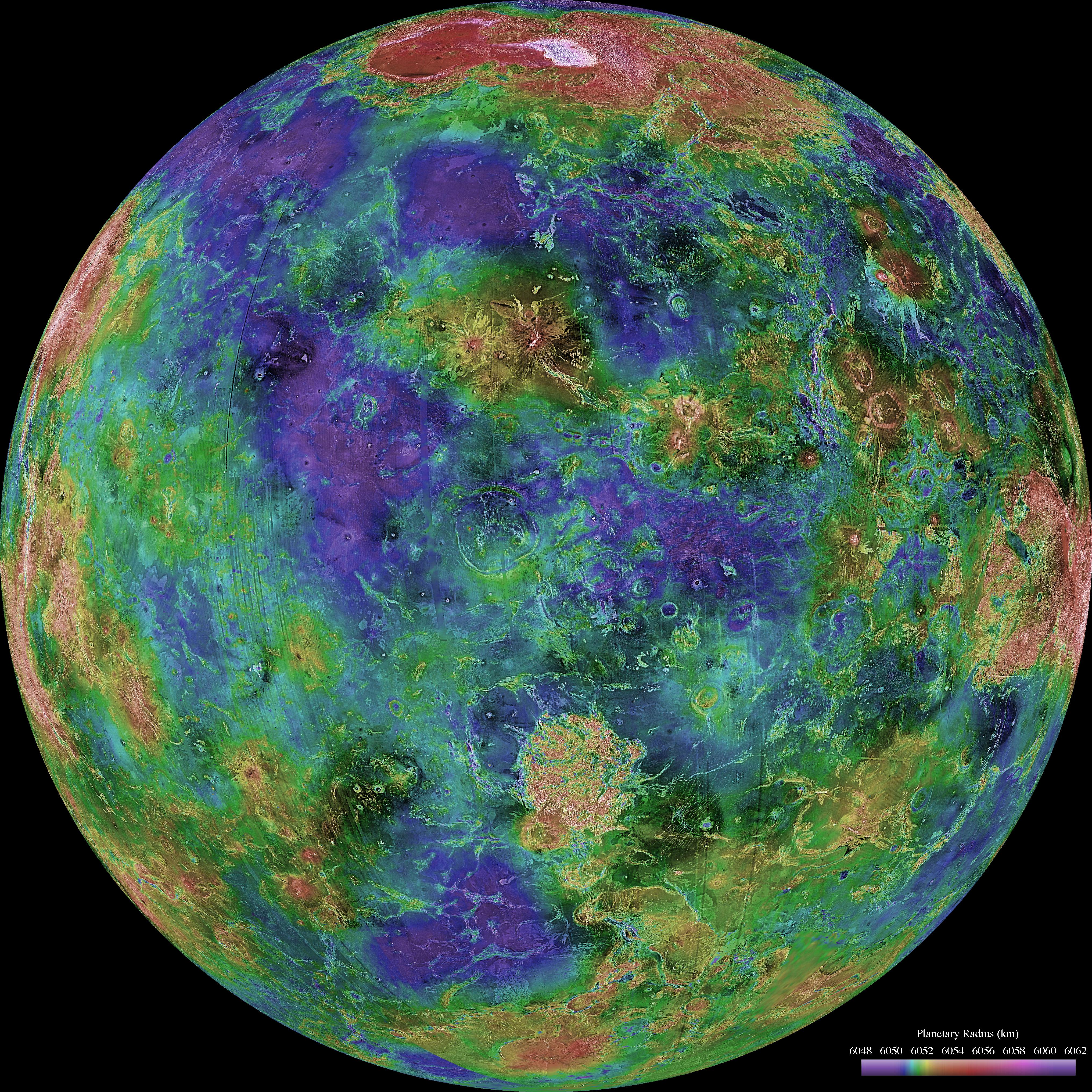
Magellan kaart van Venus; 0 graden Oost
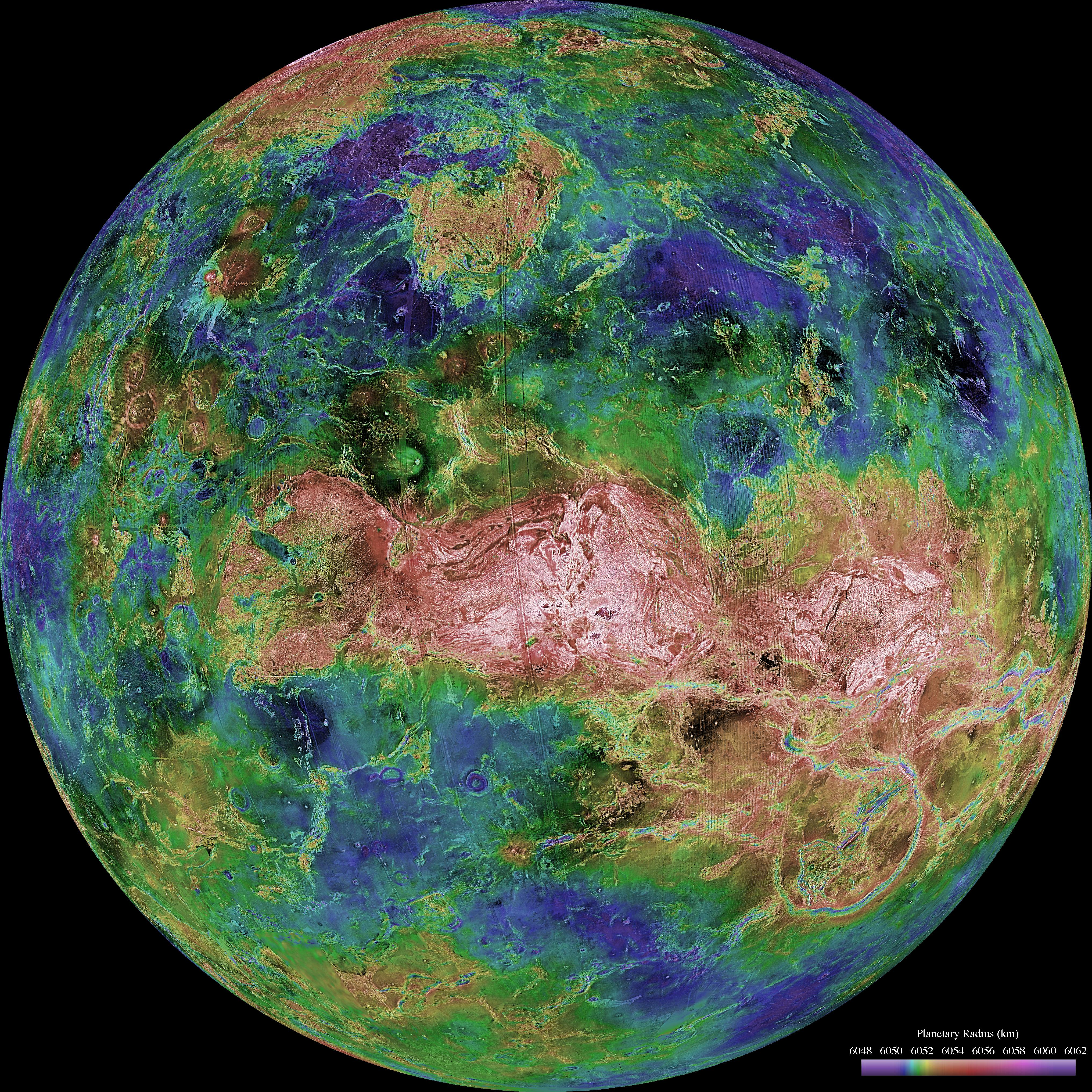
90 graden Oost
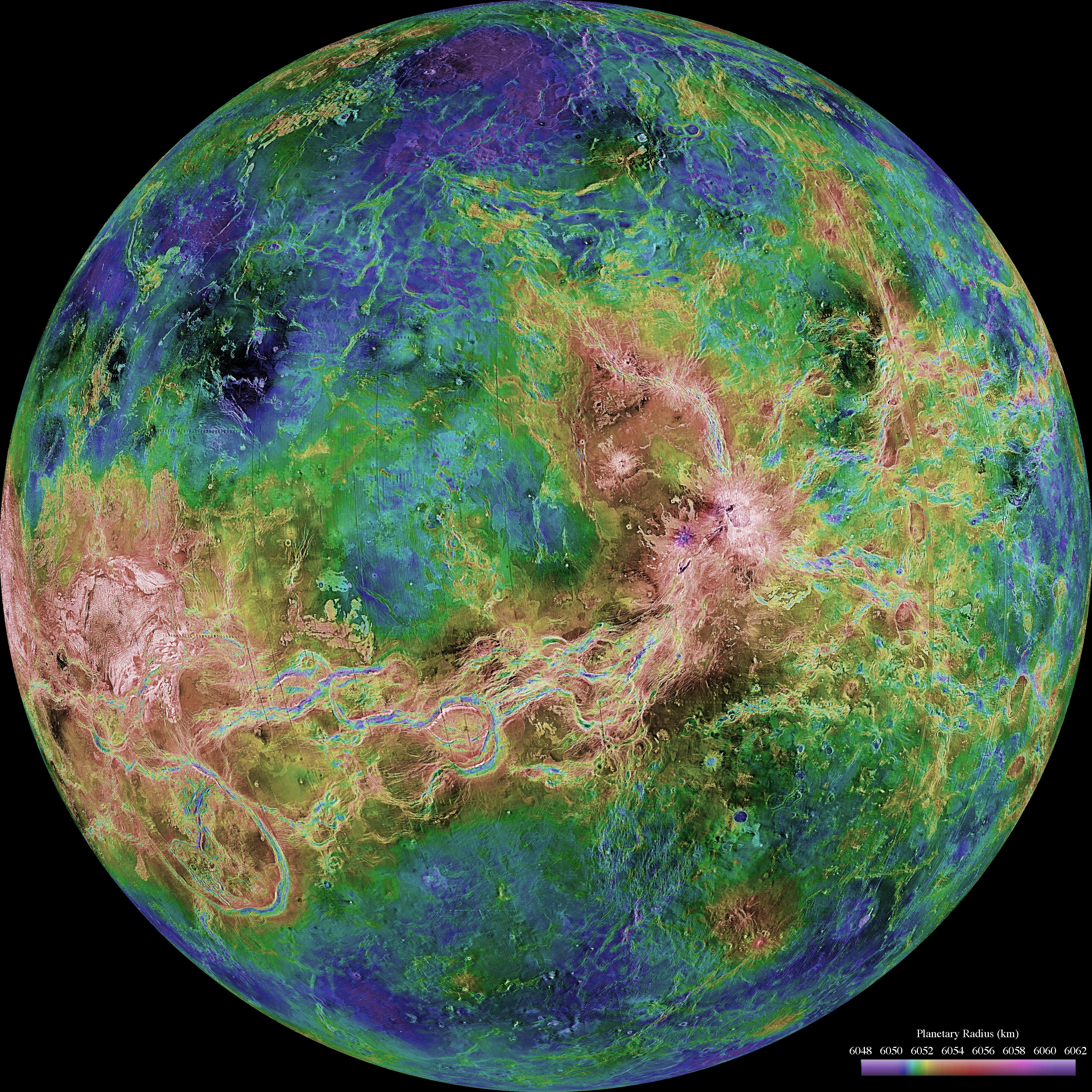
180 graden Oost
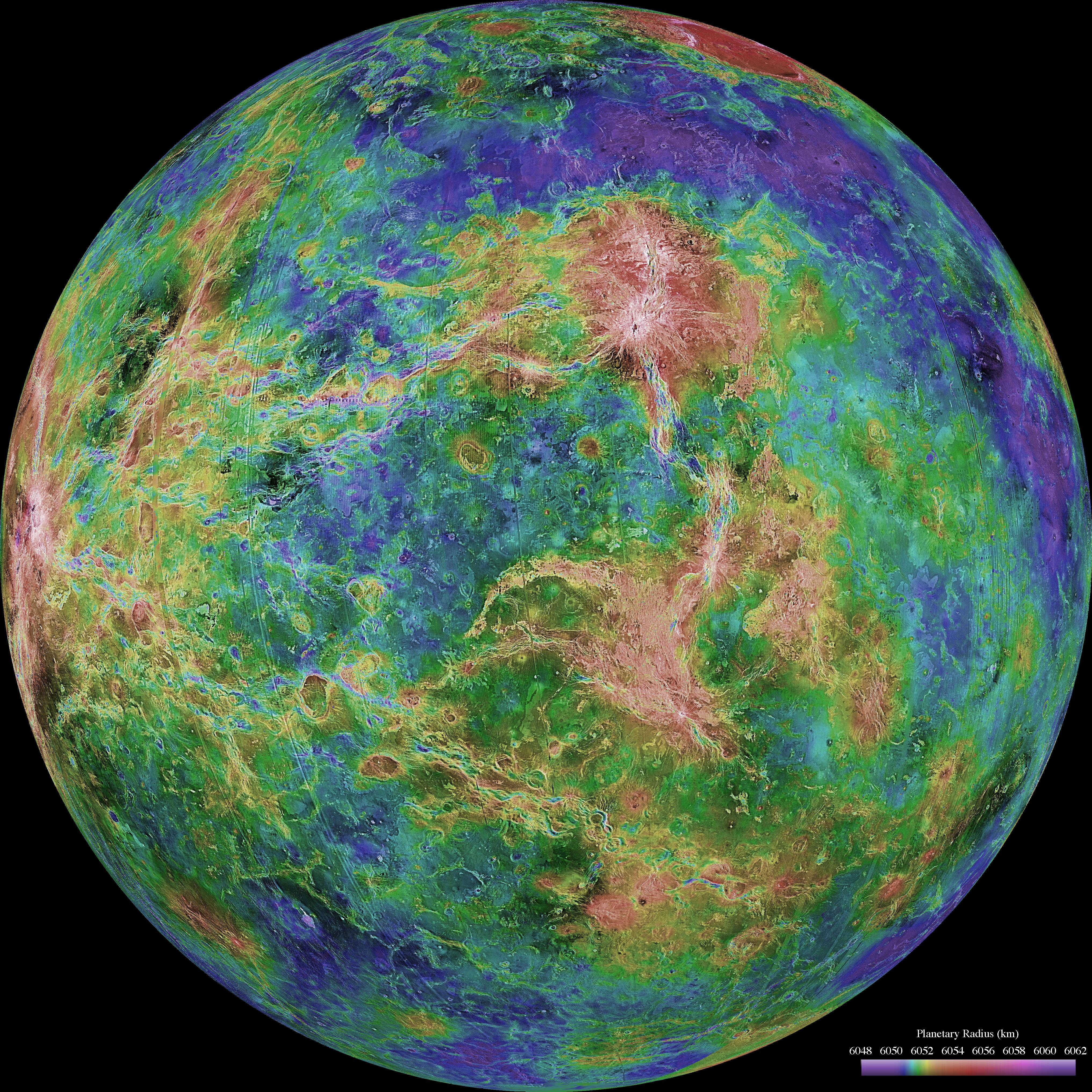
270 graden Oost
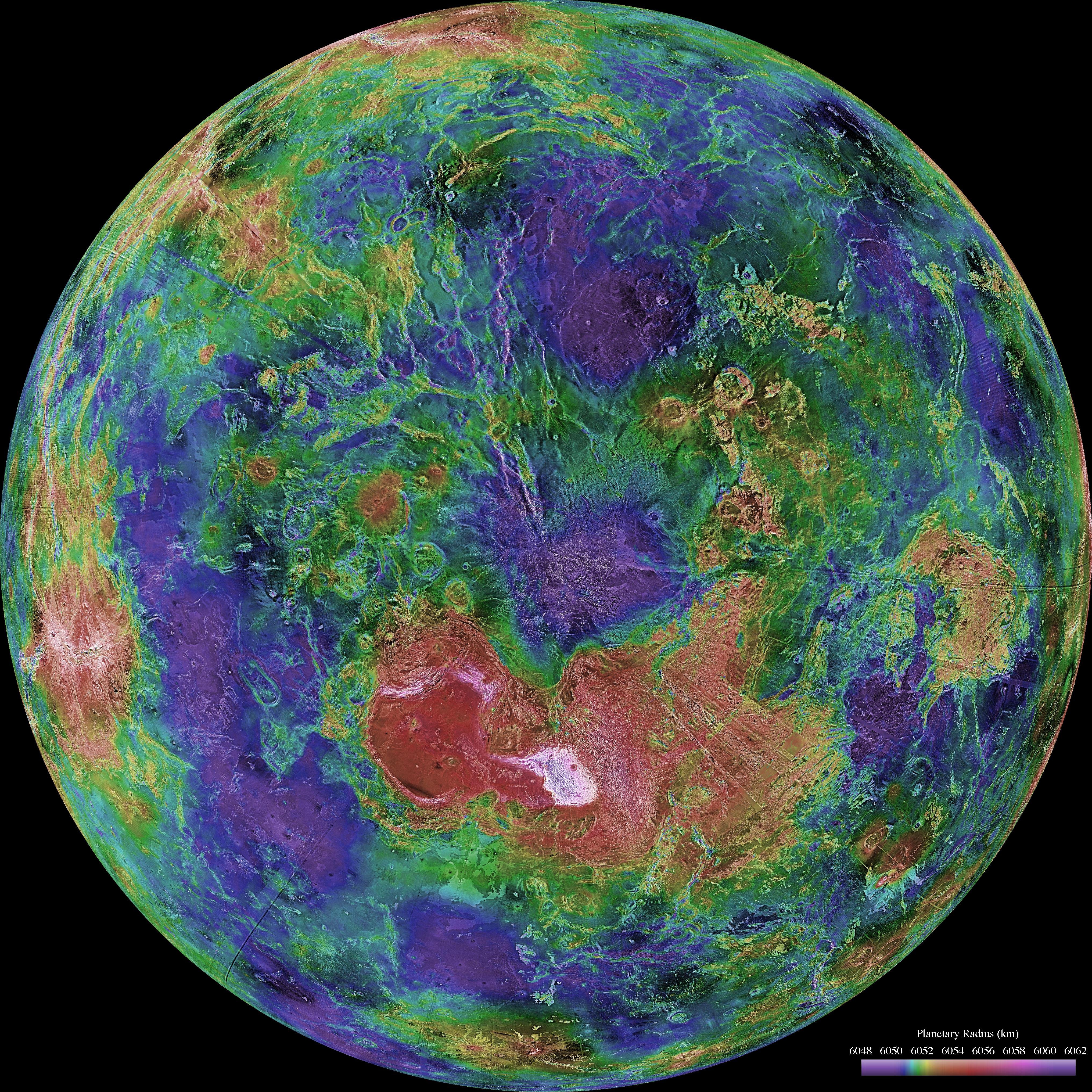
Noordpool
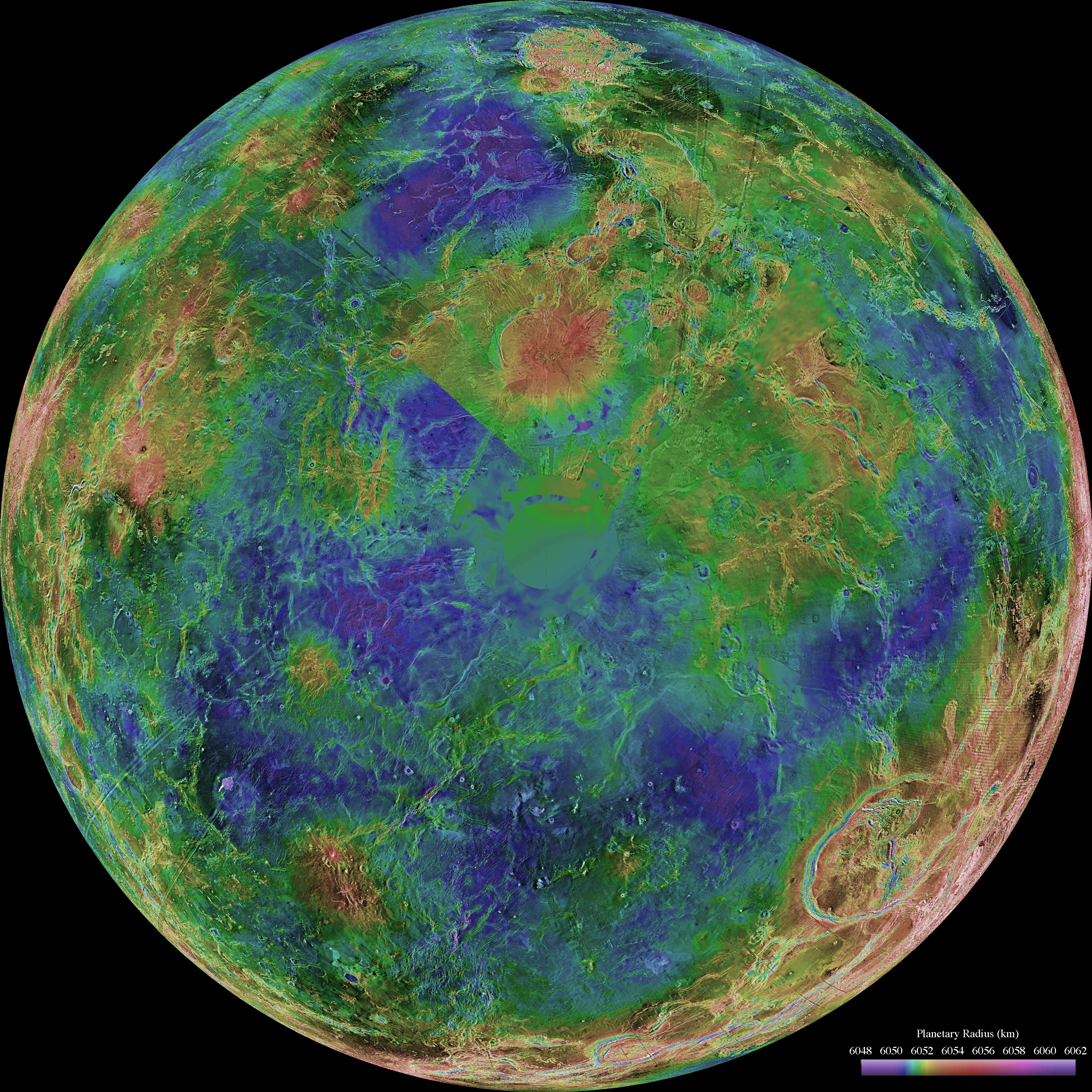
Zuidpool

### Geologische activiteit

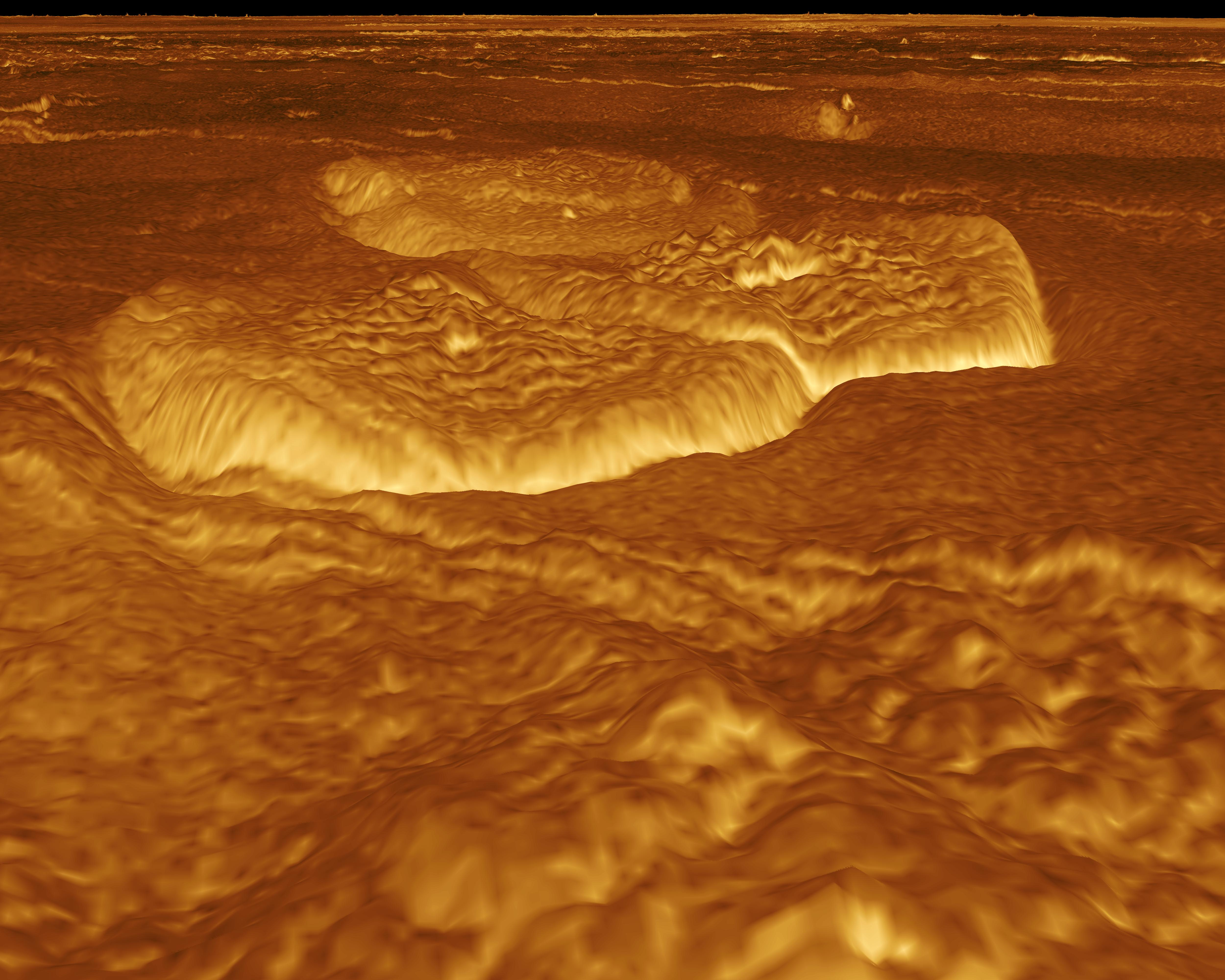
Vulkanische activiteit (pancake domes) aan de oppervlakte van Venus

Vermoedelijk heeft Venus geen tektonische platen zoals de Aarde, maar als gevolg van grootschalige vulkanische uitbarstingen is de korst continu in beweging en wordt het oppervlak regelmatig overspoeld met lava. Dat is de meest waarschijnlijke verklaring voor het ontbreken van inslagkraters. Toch zijn de meeste vulkanen niet actief en concentreert het vulkanisme zich in hotspots. Veel van de voorkomende vulkanen op Venus zijn pancake domes, vooral in de buurt van coronae.

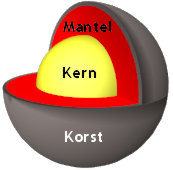
Kern van Venus

### Samenstelling
Intern vertoont Venus veel overeenkomsten met de Aarde. In het centrum ligt een kern van ijzer met een diameter van ongeveer 3000 km. Daaromheen bevindt zich een mantel van gesmolten gesteente. Aan de buitenkant ligt een korst met een dikte van 50 km. Omdat er op Venus geen magnetisch veld is, wordt meestal aangenomen dat de kern niet vloeibaar, maar vast is. Maar er zijn ook theorieën dat dat wel het geval is en dat het afwezig zijn van een magnetisch veld veroorzaakt wordt door de trage rotatie. De dichtheid van Venus is ook bijna gelijk aan die van de Aarde, namelijk 5240 kg/m3.

## Theorieën over leven op Venus
In de 19e eeuw werd gespeculeerd over leven op Venus. De Engelse astronoom Richard Proctor sloot in 1870 het bestaan van leven op de planeet niet uit. Hoewel de gebieden rond de evenaar volgens hem te heet zouden zijn, veronderstelde Proctor dat leven bij de polen mogelijk zou zijn. De Zweedse natuur- en scheikundige Svante Arrhenius beschreef Venus in 1918 als een natte, groene planeet. Het leven op de planeet zou vergelijkbaar zijn met het leven op Aarde gedurende het Carboon.
Sinds eind jaren 50 van de 20e eeuw is duidelijk dat er op Venus een extreem klimaat heerst met een temperatuur van rond de 500 °C, veroorzaakt door een uit de hand gelopen broeikaseffect. Samen met een luchtdruk aan de oppervlakte van 90 bar, wordt leven uitgesloten geacht.

## Verkenning
Na de zon en maan is Venus gedurende de ochtend en avond een van de prominente hemellichamen. De Babyloniërs beschreven Venus al rond 1600 v.Chr. en noemden de planeet Nindaranna. Bij de Sumeriërs was Venus bekend als Dil-bat of Dil-i-pat. Er zijn ongeveer 35 onbemande ruimtevluchten naar de planeet geweest. Omdat Venus de planeet is die het dichtst bij de Aarde gelegen is, werd naar deze planeet al zeer veel onderzoek verricht. Venus wordt ook wel de 'zus van de Aarde' genoemd, omdat Venus ongeveer even groot is als de Aarde.

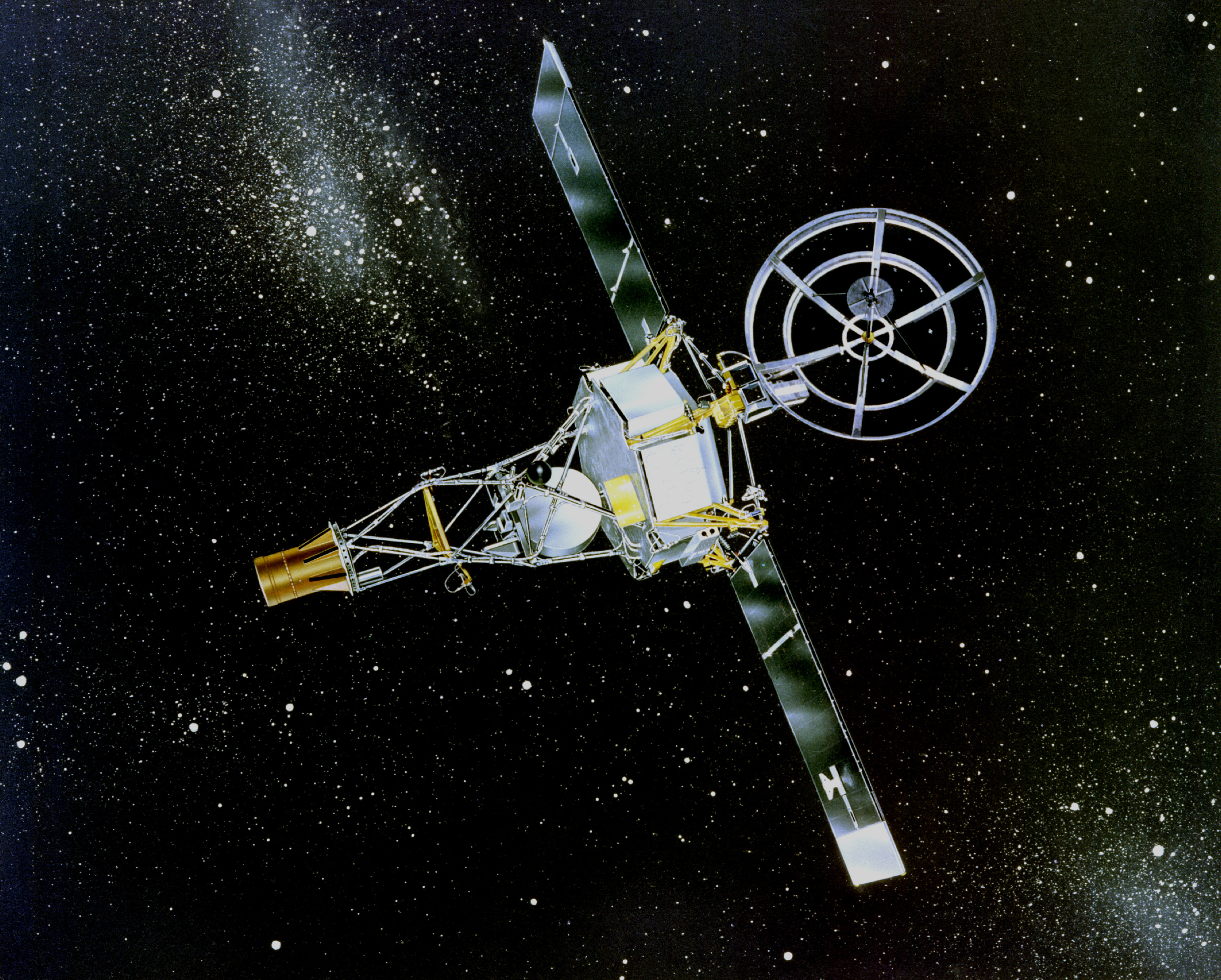
Mariner 2

### Mariner 2
Mariner 2 was de eerste succesvolle ruimtesonde die op 27 augustus 1962 naar Venus vertrok. Met dit ruimtevaartuig werd onderzoek gedaan naar zonnewind. Het vloog op 14 december 1962 langs Venus waarbij ontdekt werd dat er onder het relatief koele wolkendek een zeer heet oppervlak schuil ging. Ook werd met de Mariner 2 vastgesteld dat Venus niet over een magnetisch veld beschikt.

### Venera 3
Het eerste ruimtevaartuig dat daadwerkelijk op Venus landde was de Sovjet-Russische Venera 3 op 1 maart 1966. De landing was echter dusdanig hard dat het vaartuig onmiddellijk daarna als verloren moest worden beschouwd. Later zijn er met meer succes andere Venera-sondes naar Venus gestuurd. De meeste apparatuur hield het er niet langer dan een half uur uit, vanwege de extreme druk van 90 atmosfeer, de extreem hoge temperatuur en de zwavelzuurregens.

### Venera 8
In 1974 landde Venera 8 op het oppervlak van Venus en verzamelde chemisch informatie die suggereerde dat de samenstelling van de bodem vergelijkbaar was met aards graniet.

### Venera 9
Op 22 oktober 1975 bereikte Venera 9 een baan rond Venus met aan boord een arsenaal aan camera's en spectrometers. Deze ruimtesonde heeft vele foto's en informatie over de samenstelling van het wolkendek, ionosfeer en magnetosfeer naar de Aarde teruggestuurd. Net als haar zustermissie Venera 10 bestond Venera 9 uit een orbiter die om Venus bleef draaien en een vloeistofgekoelde landingsmodule om het oppervlak te verkennen.

### Venera 10
Op 14 juni 1975 werd Venera 10 gelanceerd. Op 25 oktober bereikte de lander het oppervlak, 2200 kilometer verwijderd van Venera 9, en bleef 65 minuten werken.

### Magellan
Tussen 1990 en 1994 heeft de Amerikaanse sonde Magellan Venus door middel van radar in kaart gebracht.

### Venus Express

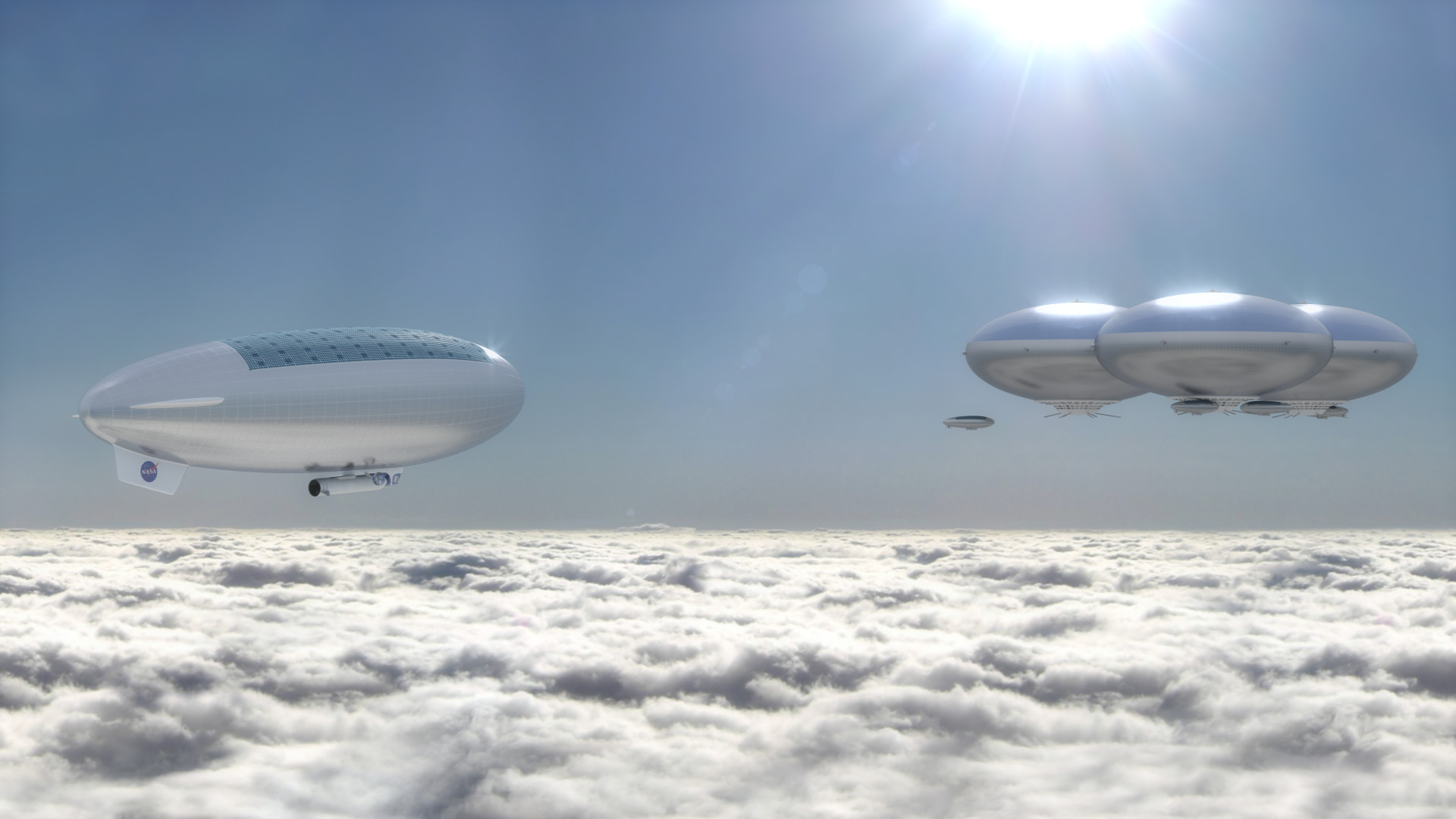
Verbeelding van de bemande verkenning van Venus.

Eind 2005 werd de Venus Express van de ESA gelanceerd. Deze ruimtesonde onderzocht de atmosfeer en het wolkendek en maakte een globale kaart van de oppervlaktetemperatuur. Op 11 april 2006 is ze in een baan om de planeet gebracht; op 15 mei 2014 werd het reguliere wetenschappelijk deel van de missie afgesloten.

### HAVOC
Binnen de NASA is bestudeerd hoe mensen naar Venus gestuurd zouden kunnen worden, om hoog in de atmosfeer van de planeet onderzoek te doen. Deze studies worden HAVOC (High Altitude Venus Operational Concept) genoemd.

## Waarnemen

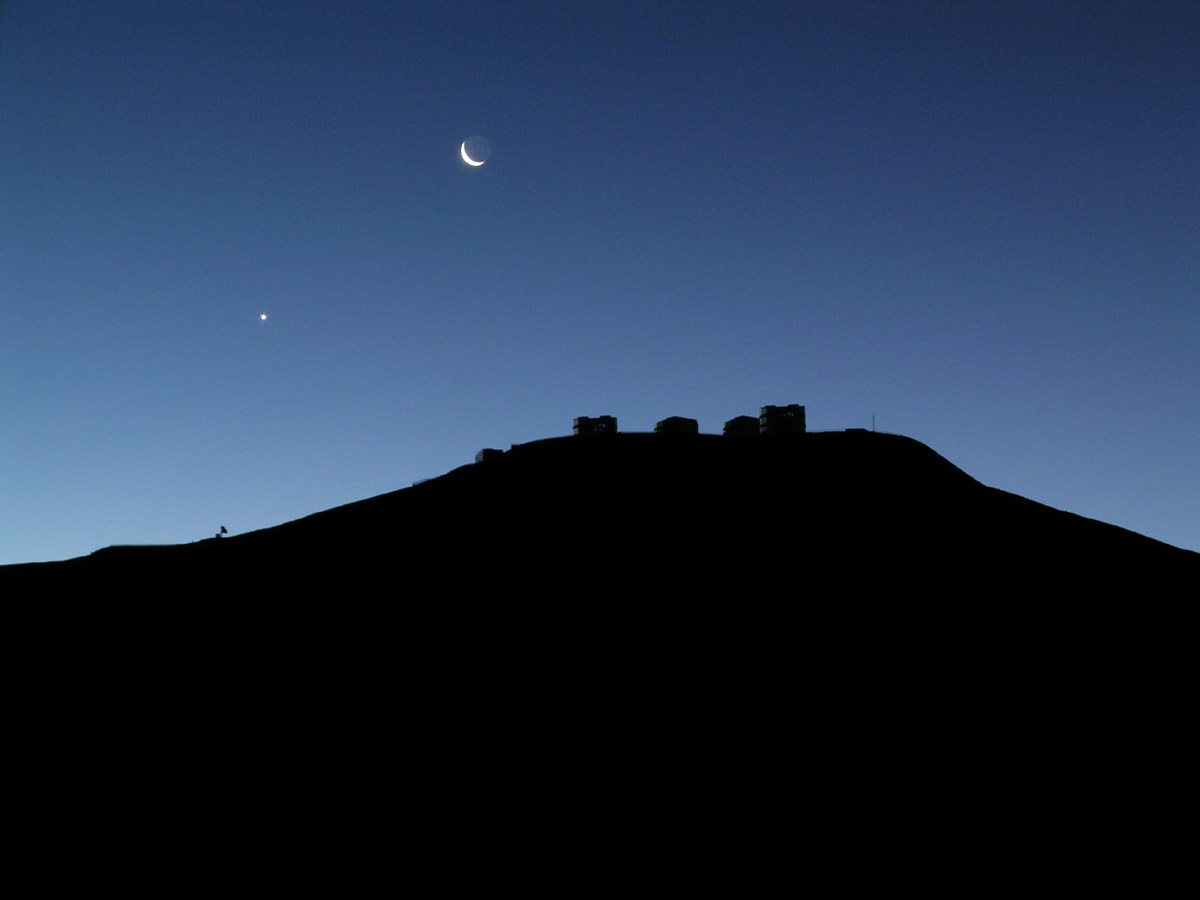
Venus en de maan, kort na zonsondergang (foto genomen in Chili)

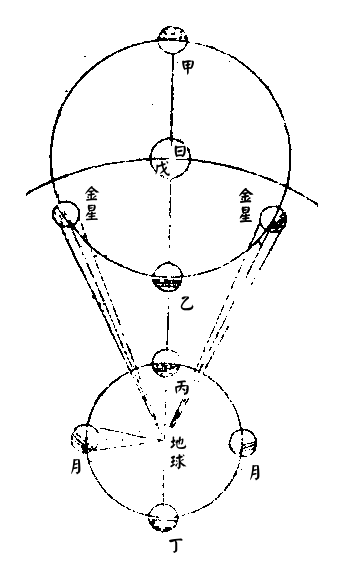
Venus in het Oude China

Venus is na de zon en de maan het helderste natuurlijke object aan de hemel. De stellaire magnitude kan toenemen tot −4,6. Zij is vaak opvallend aanwezig als "morgenster" of "avondster", afhankelijk van de positie van Venus en Aarde ten opzichte van elkaar. De ochtendverschijningen zijn op het noordelijk halfrond het best waarneembaar in het geval dat zij vallen in de maanden juli tot januari, de avondverschijningen wanneer zij vallen in de maanden november tot mei. Op het zuidelijk halfrond is dat andersom. Let wel: dit is zeker niet elk jaar het geval; slechts enkele keren per acht jaar.
Doordat de baan van Venus binnen die van de Aarde ligt, is zij vanaf de Aarde gezien nooit meer dan met een hoekafstand van 47° (de grootste elongatie) van de zon verwijderd. Venus komt hierdoor maximaal ongeveer vier uur voor zonsopkomst op en wordt bij zonsopkomst al snel door de zon overstraald. Op gelijke wijze geldt dat Venus 's avonds, als de intensiteit van de zon afneemt, met het blote oog is te zien. Wanneer haar grootste oostelijke elongatie valt in de maanden februari tot april, gaat Venus maximaal vier uur na zonsondergang onder. Wanneer omgekeerd haar grootste westelijke elongatie valt in de periode half augustus tot begin november, komt Venus maximaal vier uur voor zonsopgang op. Dit geldt voor waarnemers op het noordelijk halfrond. Ook dit is niet elk jaar het geval; maar in de jaren 2004, 2012 en 2020 vielen beide situaties zelfs binnen eenzelfde jaar; de benedenconjunctie vond in die jaren kort voor de zomerzonnewende plaats. 
Met enig zoekwerk is Venus zelfs overdag te zien.
Met een telescoop is te zien dat Venus net als de maan fasen (schijngestalten) vertoont. Met een goede verrekijker is dit kort voor of kort na de benedenconjunctie soms ook te zien. De schijngestalten zijn voor het eerst waargenomen door Galileo Galilei in 1610. Deze ontdekking heeft mede tot gevolg gehad dat wetenschappers het geocentrische wereldbeeld hebben laten vallen; hiervoor in de plaats kwam het heliocentrische wereldbeeld met de zon als centrum, aanvankelijk van het wereldal, later teruggebracht tot middelpunt van het zonnestelsel.
Door het dichte wolkendek zijn er, ook met een goede telescoop, geen details te zien. De beste waarnemingstijd is kort voor eerste- of kort na laatste kwartier, daar de (halve) schijf dan het helderste is. Met de schijf helemaal vol (net als volle maan) is de planeet ook het verste weg en vertoont zich dan relatief zwakker verlicht.
Er worden al sinds de vroege oudheid waarnemingen gedaan. In het oude Babylonië hield men waarnemingen bij, zoals op het Venustablet van Ammisaduqa. Dit is voor de chronologie van het 2e millennium v.Chr. van groot belang.

### Het schijnsel van Venus
Net zoals het schijnsel van de maan gezien kan worden op de vloer van een nachtelijke kamer, precies zo is het ook mogelijk om het schijnsel van Venus waar te nemen op een groot wit blad papier. Dit wit blad papier dient zo ver mogelijk van de smalle opening gehouden te worden die gevormd is door twee van elkaar gescheiden lichtondoorlatende gordijnen. De waarnemende ogen moeten aan de duisternis wennen en er mag geen licht in de kamer aangestoken worden. Ook storende kunstmatige lichtbronnen van buitenaf dienen vermeden te worden. Dit experiment is ook mogelijk met het zwakke schijnsel van de planeet Jupiter, alsook met de heldere ster Sirius.

### Het Mädler fenomeen
De Duitse negentiende-eeuwse astronoom Johann Heinrich von Mädler nam in de buurt van de telescopisch geobserveerde heldere sikkel van Venus twee komeetstaarten waar. Dit entoptisch fenomeen is hetzelfde als hetgeen Marcel Minnaert de blauwe bogen noemt in zijn De natuurkunde van 't vrije veld, en ook verwant is aan de bogen van Purkyne. Dit entoptisch verschijnsel is voornamelijk waarneembaar naast puntvormige rode lichtbronnen, maar kunnen ook gezien worden naast helderwitte objecten zoals de telescopisch waargenomen heldere Venussikkel.

### Cytherean cusp caps
De twee puntige uiteinden van de heldere sikkel van Venus zien er bij momenten nog helderder uit dan het overgrote gedeelte van de sikkel zelf. Dit verschijnsel werd indertijd gerapporteerd door tal van Amerikaanse en Britse waarnemers van de planeet Venus. Er werd verondersteld dat poollichtverschijnselen in de buurt van de noord- en zuidpool van Venus veel helderder tevoorschijn kwamen dan het poollicht in de buurt van de aardse noord- en zuidpool. De oorzaak van de veel sterkere ontwikkeling van het poollicht van Venus zou de kortere afstand van deze planeet tot de zon zijn, waarbij het magnetisch veld veel heviger door de zonnewind zou worden belast.

### Schrötereffect
De dichotomie van Venus, het tijdstip van waarop de schijngestalte van Venus precies een halve cirkel vormt (fasehoek 90°, te vergelijken met eerste en laatste kwartier bij de Maan) wijkt soms verscheidene dagen af van het theoretisch berekende tijdstip. Dit verschijnsel werd voor het eerst in 1790 beschreven door Johann Hieronymus Schröter. Een mogelijke verklaring ervoor is niet bekendgemaakt.

### Neith, de verloren maan van Venus
Verschillende vroegere waarnemers van de planeet Venus rapporteerden een mogelijke maan in omloop rond de planeet. Deze waarnemingen bleken allemaal foutief geïnterpreteerde reflectiebeeldjes van de heldere Venussikkel te zijn, waarbij een verkleind en iets donkerder beeld van Venus naast de eigenlijke heldere Venussikkel te zien was. Deze waarnemers noemden de vermeende begeleider van Venus Neith.

### Asgrauw licht
Tijdens fasen met een scherpe venussikkel wordt op het donkere deel van Venus soms een zwak lichtschijnsel waargenomen; de oudste dergelijke waarneming die ons nu nog bekend is, dateert uit 1643 en werd beschreven door Giovanni Battista Riccioli. Latere waarnemers kennen er een donkerrode of bruine kleur aan toe en zeggen dat de helderheid varieert en dat de vorm vlekkerig en veranderlijk is. Het verschijnsel kan niet dezelfde oorzaak hebben als zijn naamgenoot bij de aardse nieuwe maan, omdat er geen voldoende sterke externe lichtbron aanwezig is waarvan de donkere kant van Venus het licht kan weerkaatsen. Een eventuele verklaring door atmosferische lichtbreking of verstrooiing van daglicht is niet in overeenstemming met de vaststelling dat het verschijnsel niet nabij de dag-nachtgrens geconcentreerd blijft. Lange tijd leek de meest plausibele verklaring te liggen in elektrische storingen in een ionosferische laag van de planeetatmosfeer - te vergelijken met het aardse poollicht, of bliksem. In 1983 werd echter door aardse waarnemingen, met een nieuw soort infraroodspectrometer ontwikkeld voor de Anglo-Australische 3,9-metertelescoop in New South Wales, vastgesteld dat Venus relatief sterk straalt in het nabije infrarood. Wetenschappers gaan er thans van uit dat visuele waarnemingen van het asgrauwe licht overeenkomen met een zwakke visuele component van deze in hoofdzaak infrarode straling.

### Scintillatie
Doordat Venus een planeet is kan, in tegenstelling tot heldere puntvormige sterren, het optisch verschijnsel scintillatie in theorie niet worden waargenomen. Toch kan scintillatie opgemerkt worden als Venus te zien is kort voor en kort na de bovenconjunctie, als het schijfje van Venus schijnbaar zodanig klein is en aldus eerder als een punt te zien is. Ook kort voor en kort na een benedenconjunctie kan scintillatie worden opgemerkt, als Venus is herleid tot zeer dunne sikkel.